# باشگاه والیبال میلانو
باشگاه والیبال میلانو، یک باشگاه والیبال ایتالیایی مستقر در میلان است که در سوپرلگا بازی می‌کند.

## تاریخچه
این باشگاه در سال ۱۹۹۹  پس از جدا شدن بخشی از گروه شرکتی از گونزاگا میلان که عنوان ورزش را از آن کسب کرد، گشایش شد و فعالیت های مسابقه ای خود را در فصل ۰۰-۱۹۹۹ از سری A2 آغاز کرد: به دلیل کسب رتبه دوم در در جدول رده بندی، این تیم به سری A1 صعود می کند. 